# آسا (بورگس)
هاسا (به اسپانیایی: Haza, Burgos) یک شهرستان در اسپانیا است.